# Charles Shackleford
Charles Edward Shackleford (ur. 22 kwietnia 1966 w Kinston, zm. 27 stycznia 2017 tamże) – amerykański koszykarz występujący na pozycjach silnego skrzydłowego lub środkowego. 
W 1985 został wybrany do IV składu Parade All-American.
Zmarł 27 stycznia 2019 w Kinston na atak serca.

## Skandale na uczelni North Carolina State
W 1989, w książce Petera Golenbocka – „Personal Fouls” poruszony został po raz pierwszy temat niewłaściwych praktyk na uczelni North Carolina State. Następnie NBC nazwało Shackleforda podejrzanym o celowe przegranie jednego ze spotkań turnieju NCAA, w celu uniknięcia testów antynarkotykowych.
Jeszcze poważniejsze zarzuty wystosowała do niego telewizja ABC, informując iż zarówno on, jak i jego trzej koledzxy z drużyny brali udział w tzw. „goleniu punktów”, podczas sezonu 1987/1988. Biznesmen z New Jersey, Robert Kramer powiedział, że dał mu 20 000 dolarów, aby ten rozdystrybuował gotówkę wśród kolegów. Shackleford przyznał się do przyjęcia tej sumy od Kramera oraz 45 000 dolarów od agenta Larry'ego Gillmana, naruszając zasady NCAA. Zaprzeczył jednak „goleniu punktów” (celowe wpływanie na różnice punktowe spotkań w celach bukmacherskich). Dodatkowo twierdził, że pieniądze od Kramera miały być pożyczką na spłatę Gillmana, którą zadeklarował spłacić do 1990.
Śledztwo dotyczące „goleniu punktów” zostało zakończone w 1993. Nie otrzymał żadnych zarzutów, gdyż ławnicy z New Jersey, biorący udział w sprawie nie doszukali się wystarczających dowodów na poparcie postawionych mu zarzutów.

## Problemy z prawem
W marcu 1990 został aresztowany w Orange (New Jersey) za posiadanie kilku gramów marihuany. Zarzut nie podlegał pod program antynarkotykowy NBA, ale dostał nadzór.
W styczniu 2006 aresztowano go w hrabstwie Johnston, podczas rutynowej kontroli drogowej, pod zarzutem posiadania ukrytej broni i oraz posiadanie marihuany i kokainy. Wypuszczono go po wpłaceniu kaucji w wysokości 11 000 dolarów.
W styczniu 2010 samochód należący do Jaysona Williamsa uderzył w auto, w Myrtle Beach (Karolina Południowa). Williams przedstawił się policji jako kierowca, ale to Shackleford przyznał później, iż prowadził wtedy auto. Został wtedy oskarżony o jazdę z zawieszonym prawem jazdy i podawanie fałszywych informacji, w celu uniknięcia aresztowania. W lipcu tego samego roku został aresztowany w Kinston po sprzedaniu recepty na leki policjantowi, działającemu pod przykrywką. Ze względu na brak środków finansowych, sąd przyznał mu prawnika z urzędu. 

## Osiągnięcia
Na podstawie, o ile nie zaznaczono inaczej.
NCAA
- Uczestnik rozgrywek:
  - Elite 8 turnieju NCAA (1986)
  - turnieju NCAA (1986–1988)
- Mistrz turnieju konferencji Atlantic Coast (ACC – 1987)
- Zaliczony do I składu ACC (1988)
- Lider ACC w liczbie:
  - (297) i średniej (9,6) zbiórek (1988)
  - oddanych rzutów z gry (429 – 1987)

Drużynowe
- Mistrz Włoch (1991)
- Wicemistrz:
  - Turcji (1996)
  - Grecji (1998)
- Zdobywca:
  - pucharu Koracia (1997)
  - superpucharu Turcji (1995)

Indywidualne
- Lider w zbiórkach:
  - Euroligi (1996)
  - ligi włoskiej (1991, 1994)